# Hoch- und Übergangsmoore von nationaler Bedeutung im Kanton Freiburg

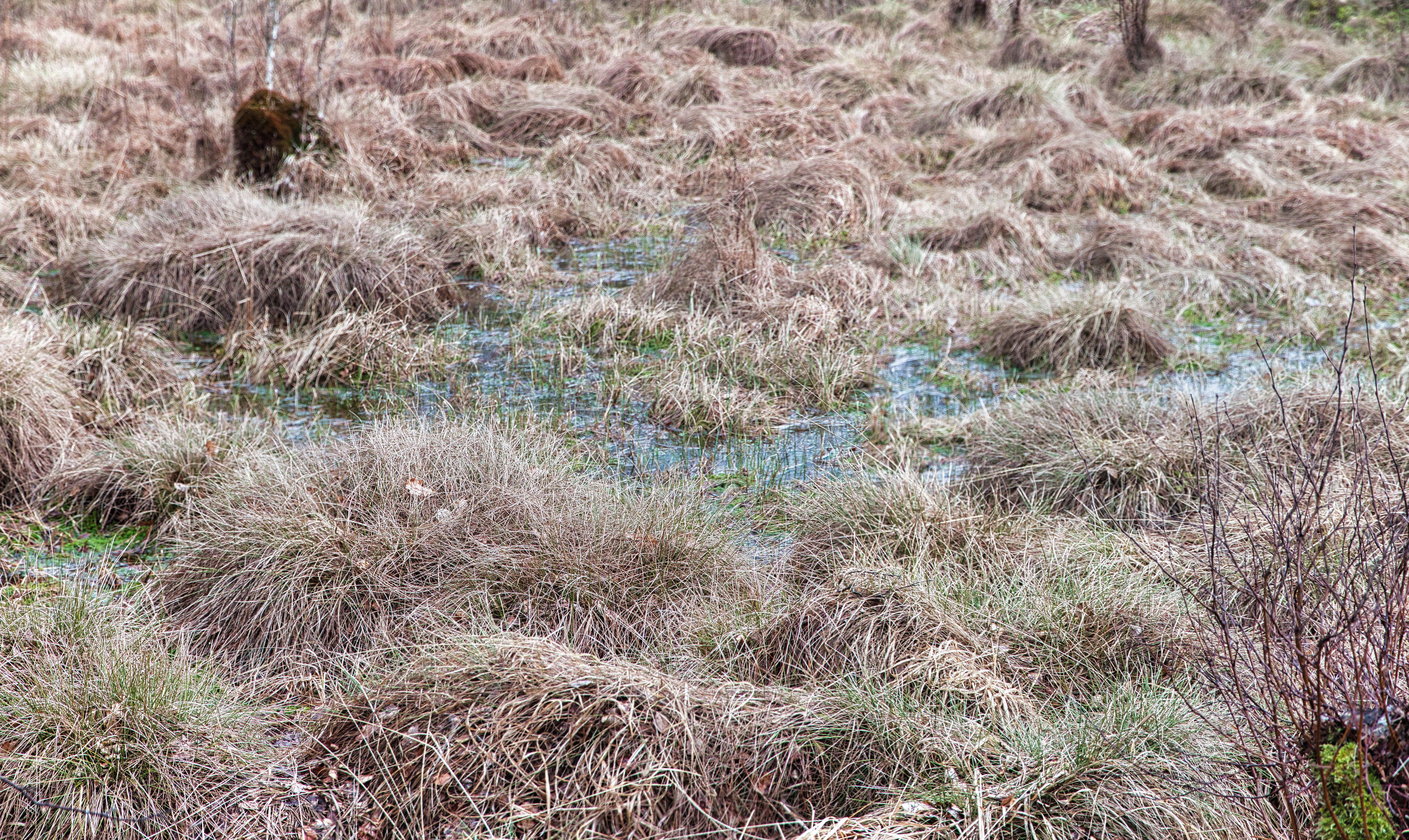
Gut sichtbar der Bult-Schlenken-Komplex: erhöhte Kuppen und ständig im Wasser liegende Senken stellen verschiedene Lebensräume auf kleinstem Raum dar; hier im Entenmoss in Rechthalten.

Hier sind die Hoch- und Übergangsmoore von nationaler Bedeutung im Kanton Freiburg aufgelistet. Diese Hoch- und Übergangsmoore im Kanton Freiburg sind in der Schweiz durch Bundesverordnung geschützt und Teil des Bundesinventars der Hoch- und Übergangsmoore von nationaler Bedeutung (französisch Ordonnance sur la protection des hauts-marais et des marais de transition d’importance nationale, italienisch Ordinanza concernente la protezione delle torbiere alte e delle torbiere di transizione di importanza nazionale).

## Definition
Allgemein sind Moore von Wasser geprägte Lebensräume. Unter diesen Lebensräumen gibt es auch solche, die zwar keine Moore darstellen, aber auch feuchtigkeitsgebundene Pflanzengesellschaften beherbergen wie etwa Auenwälder, Schwimmblattgesellschaften, Unterwasser- und Quellfluren. In den Mooren herrscht infolge eines erschwerten Wasserabflusses ständig oder während der meisten Zeit des Jahres ein Wasserüberschuss und Sauerstoffmangel. Letzterer führt zur Torfbildung. Charakteristisch für Hochmoore ist es, dass ihre Oberfläche infolge des Torfwachstums über den Grundwasserspiegel hinaus gestiegen ist. Hier werden die Pflanzen, die in den obersten Torfschichten wurzeln, nur durch nährstoffarmes Regenwasser gespiesen.
Für die Aufnahme ins Bundesinventar der Hoch- und Übergangsmoore waren drei Kriterien entscheidend: Erstens müssen Torfmoose vorhanden sein. Zweitens müssen zudem mindestens eine klassische hochmooranzeigende Gefässpflanze oder drei weitere hochmoorbewohnende Arten beobachtbar sein. Und drittens muss die zusammenhängende Hochmoorfläche mindestens 625 m² umfassen.

## Verlust
Seit dem Jahr 1900 sind im Kanton Freiburg über 95 Prozent der Moore infolge von Trockenlegungen, Torfgewinnung, Intensivierung der Landwirtschaft sowie infolge des Siedlungs- und Infrastrukturbaus verschwunden.

## Schutzziele
Ziel der Hochmoorverordnung sind der Schutz der Hoch- und Übergangsmoore, die Erhaltung und Förderung der standortheimischen Pflanzen- und Tierwelt und ihrer ökologischen Grundlagen sowie die Erhaltung der geomorphologischen Eigenart. Es dürfen grundsätzlich keine Bauten erstellt und keine Biozide eingesetzt werden. Die Gebiete sind offiziell ausgewiesene Schutzgebiete in Natur- und Landschaftsschutz.

## Internationale Koordination

### Internationales Präfix
Die Europäische Umweltagentur (European Environment Agency) koordiniert die Daten der europäischen Mitglieder. Die inventarisierten Hoch- und Übergangsmoore von nationaler Bedeutung der Schweiz führen in der internationalen Datenbank den Code «CH02».

### IUCN-Kategorie
Die Hoch- und Übergangsmoore von nationaler Bedeutung in der Schweiz sind in der IUCN-Kategorie Ia registriert. Diese umfasst Reservate, die hauptsächlich zu Forschungszwecken und zum Schutz von Wildnisarealen geschützt sind. Primär dienen sie der Erhaltung der Biodiversität und als notwendige Referenzareale für die wissenschaftliche Arbeit und das Umweltmonitoring.

## Herkunft der Daten
Die Aufstellung entspricht der Liste im Anhang 1 zur Hochmoorverordnung des Bundes, die am 1. Februar 1991 in Kraft trat und zuletzt 2017 aktualisiert wurde. Von dort stammen die Nummer des Objekts, seine Bezeichnung, die Angabe zur Standortgemeinde und zum Jahr der Ausweisung als Objekt von nationaler Bedeutung. Die Karte von Swisstopo (Bundesamt für Landestopografie) mit eingeblendeter Karte Hochmoore liefert, nach Eingabe des Objektnamens ins Suchfeld und der Wahl des Objekts den passenden Kartenausschnitt. Ein Klick auf eine der Schutzflächen öffnet das Objektblatt des betreffenden Objekts; dieses stammt vom Bundesamt für Umwelt. Von den Objektblättern übernommen sind die Angabe der Gesamtfläche (inklusive umliegender Pufferzonen) und die Landeskoordinaten, die in der vorliegenden Tabelle in einem internationalen Standard wiedergegeben sind. Von der Common Database on Designated Areas der Europäischen Umweltagentur (EEA) stammt der CDDA-Sitecode. Dieser ist identisch mit der ID der World Database on Protected Areas (WDPA-ID). Der gesetzte Link öffnet die Seite des Objekts mit der dazugehörigen Karte auf der Plattform der WDPA. Der Grund für die unterschiedlichen Flächenangaben der Objektblätter des Bundesamtes für Umwelt (in Hektaren) und den Angaben auf der Seite der WDPA (in km²) entstehen, weil die vorliegende Tabelle die Gesamtfläche inklusive umliegender Pufferzonen gemäss Objektblatt anzeigt, während die Seite der WDPA jeweils die Fläche der Kernzone wiedergibt.

## Liste der Hoch- und Übergangsmoore
| Objekt-Nummer (Link: Swisstopo) | Objektbezeichnung Name des Gebiets                 | Standort- gemeinde(n)        | CDDA-Sitecode (Link: WDPA) | Fläche in ha               | Koordinate            | Jahr der Ausweisung   | Bild                  |
| ------------------------------- | -------------------------------------------------- | ---------------------------- | -------------------------- | -------------------------- | --------------------- | --------------------- | --------------------- |
| FR-58                           | Les Gurles/Les Communs de Maules                   | Marsens, Sâles               | 149147                     | 5,8                        | ⊙                     | 1991, 2017            | Bild gesucht BW       |
| FR-59                           | Les Mosses-Rosez                                   | Sâles, Vaulruz               | 149154                     | 2,71                       | ⊙                     | 1991                  | Bild gesucht BW       |
| FR-60                           | Les Mosses de la Rogivue                           | FR: Saint-Martin VD: Maracon | 149261                     | 27,52 (FR: 0,55 VD: 26,97) | ⊙                     | 1991, rev. 2017       | Bild gesucht BW       |
| FR-61                           | Les Tourbières                                     | Le Flon, Saint-Martin        | 149170                     | 20,68                      | ⊙                     | 1991, rev. 2017       | Bild gesucht BW       |
| FR-62                           | Les Grands Marais                                  | Vuisternens-devant-Romont    | 149157                     | 3,18                       | ⊙                     | 1991                  | Bild gesucht BW       |
| FR-63                           | La Mosse d’en Bas                                  | La Verrerie                  | 149162                     | 22,03                      | ⊙                     | 1991                  | Bild gesucht BW       |
| FR-64                           | Les Bouleyres                                      | Bulle                        | 149164                     | 1,83                       | ⊙                     | 1991                  | Bild gesucht BW       |
| FR-65                           | Schwandholz                                        | St. Ursen                    | 149070                     | 1,69                       | ⊙                     | 1991                  | Bild gesucht BW       |
| FR-66                           | Rotmoos                                            | Rechthalten, St. Ursen       | 149081                     | 9,86                       | ⊙                     | 1991                  | Bild gesucht BW       |
| FR-67                           | La Tourbière d’Echarlens                           | Echarlens                    | 149151                     | 7,07                       | ⊙                     | 1991                  | Bild gesucht BW       |
| FR-68                           | Entenmoos                                          | Rechthalten                  | 149087                     | 5,36                       | ⊙                     | 1991                  |                       |
| FR-69                           | Düdingermoos                                       | Düdingen                     | 149024                     | 10,13                      | ⊙                     | 1991                  |                       |
| FR-113                          | Gros Mont                                          | Val-de-Charmey               | 149185                     | 12,32                      | ⊙                     | 1991                  | Bild gesucht BW       |
| FR-126                          | Tourbière des Alpettes                             | Semsales                     | 149178                     | 8,36                       | ⊙                     | 1991                  | Bild gesucht BW       |
| FR-127                          | Niremont, Arête ouest                              | Semsalens                    | 149188                     | 2,62                       | ⊙                     | 1991                  | Bild gesucht BW       |
| FR-128                          | Niremont, Arête nord                               | Semsalens                    | 149183                     | 21,69                      | ⊙                     | 1991                  |                       |
| FR-129                          | Tourbière au sud-est de Fruence                    | Châtel-Saint-Denis           | 149206                     | 1,94                       | ⊙                     | 1991                  | Bild gesucht BW       |
| FR-130                          | Dévin des Dailles                                  | Châtel-Saint-Denis           | 149203                     | 3,88                       | ⊙                     | 1991, rev. 2003       | Bild gesucht BW       |
| FR-131                          | Lac de Lussy                                       | Châtel-Saint-Denis           | 149191                     | 13,03                      | ⊙                     | 1991, rev. 2003       |                       |
| FR-327                          | Marais au nord du Petit Niremont                   | Châtel-Saint-Denis           | 347634                     | 3,44                       | ⊙                     | 2003                  | Bild gesucht BW       |
| FR-358                          | Pré aux Oies                                       | Hauteville                   | 347633                     | 0,97                       | ⊙                     | 2003                  | Bild gesucht BW       |
| FR-359                          | Wusta                                              | Plasselb                     | 347632                     | 2,9                        | ⊙                     | 2003                  | Bild gesucht BW       |
| FR-544                          | Tourbières dans la Forêt du Frachy                 | Val-de-Charmey               | 149148                     | 4,6                        | ⊙                     | 1991                  | Bild gesucht BW       |
| FR-545                          | Tourbière à l’ouest de la Joux d’Allière           | Hauteville                   | 149142                     | 0,71                       | ⊙                     | 1991                  | Bild gesucht BW       |
| FR-546                          | Tourbière au Pâquier dessus                        | Hauteville                   | 149143                     | 1,98                       | ⊙                     | 1991                  | Bild gesucht BW       |
| FR-547                          | Pré Colard                                         | Hauteville, Val-de-Charmey   | 149145                     | 2,19                       | ⊙                     | 1991                  | Bild gesucht BW       |
| FR-548                          | La Spielmannda/Untertierliberg                     | Plaffeien, Val-de-Charmey    | 149141                     | 2,91                       | ⊙                     | 1991                  | Bild gesucht BW       |
| FR-555                          | Muschenegg                                         | Plasselb                     | 149128                     | 5,71                       | ⊙                     | 1991                  | Bild gesucht BW       |
| FR-556                          | Rigeli                                             | La Roche                     | 149136                     | 2,72                       | ⊙                     | 1991                  | Bild gesucht BW       |
| FR-570                          | Petit Sauvage                                      | Vaulruz                      | 149161                     | 5,34                       | ⊙                     | 1991                  | Bild gesucht BW       |
| FR-576                          | Moore am Schwyberg (Einzugsgebiet des Rotenbaches) | Plaffeien                    | 149139                     | 19,41                      | ⊙                     | 1991, rev. 2017       | Bild gesucht BW       |
| 31                              | Objekte insgesamt                                  | Objekte insgesamt            | Objekte insgesamt          | 234,58                     | ha gesamte Moorfläche | ha gesamte Moorfläche | ha gesamte Moorfläche |

## Hochmoorreste
Der Kanton Freiburg kaufte im Jahr 1918 das Rotmoos mit einer Fläche von 12 ha und das Entenmoos mit 6 ha zum Preis von 90'000 Franken, um den Torf rationell auszubeuten. Die maximale Tiefe betrug im Rotmoos 10,5 m und im Entenmoos 9 m. Das Torfvolumen wurde auf 675'000 m³ für das Rotmoos und 175'000 m³ für das Entenmoos geschätzt. Viele der Hochmoore sind eigentlich nur noch Hochmoorreste wie das Rotmoos, Entenmoos und das Düdingermoos, wo früher abgetorft und/oder entwässert wurde. An diesen gestörten Standorte wachsen teilweise typische Hochmoorarten. Doch lässt sich diese Vegetation oft nur schwer kategorisieren. Dennoch ist die Bedeutung dieser Standorte für den Artenschutz nicht zu unterschätzen.

## Zwei Hochmoortypen
Im Hochmoorinventar sind zwei Typen unterschieden: Hochmoore, die nicht genutzt oder fast intakt sind, werden als primäre Hochmoore eingestuft. Dazu können auch nur trittbelastete Hochmoore zählen. Vom Menschen beeinflusste oder teilweise genutzte Hochmoore gelten als sekundär. Das Bundesinventar weist im Kanton Freiburg neun primäre Hochmoore aus.